# Diocesi di Qichun
La diocesi di Qichun (in latino: Dioecesis Chiceuvensis) è una sede della Chiesa cattolica in Cina suffraganea dell'arcidiocesi di Hankou. Nel 1950 contava 15.946 battezzati su 3.747.308 abitanti. La sede è vacante.

## Territorio
La diocesi comprende parte della provincia cinese di Hubei.
Sede vescovile è la città di Qizhou.

## Storia
La missione sui iuris di Hwangchow fu eretta il 18 luglio 1929 con il breve Tum ex Delegato di papa Pio XI, ricavandone il territorio dal vicariato apostolico di Hankow (oggi arcidiocesi di Hankou).
Il 1º giugno 1932 la missione sui iuris fu elevata a prefettura apostolica con il breve Cum non sine del medesimo papa Pio XI.
Il 27 gennaio 1936 per effetto della bolla Quidquid catholico dello stesso papa Pio XI la prefettura apostolica incorporò una porzione del territorio del vicariato apostolico di Anking (oggi arcidiocesi di Anqing) e fu elevata a vicariato apostolico, assumendo il nome di vicariato apostolico di Kichow (Qizhou / Qichun).
Il 7 dicembre 1939 in forza del decreto Cum Vicarii della Sacra Congregazione per la Propagazione della Fede furono stabiliti nuovi confini con la diocesi di Wuchang.
L'11 aprile 1946 il vicariato apostolico è stato elevato a diocesi con la bolla Quotidie Nos di papa Pio XII.

## Cronotassi dei vescovi
Si omettono i periodi di sede vacante non superiori ai 2 anni o non storicamente accertati.
- Ruggero Raffaele Cazzanelli, O.F.M. † (27 gennaio 1936 - 1941 dimesso)
- Orazio Ferruccio Ceol, O.F.M. † (10 giugno 1948 - 23 giugno 1990 deceduto)

## Statistiche
La diocesi nel 1950 su una popolazione di 3.747.308 persone contava 15.946 battezzati, corrispondenti allo 0,4% del totale.
| anno | popolazione | popolazione | popolazione | presbiteri | presbiteri | presbiteri | presbiteri                | diaconi | religiosi | religiosi | parrocchie |
| anno | battezzati  | totale      | %           | numero     | secolari   | regolari   | battezzati per presbitero | diaconi | uomini    | donne     | parrocchie |
| ---- | ----------- | ----------- | ----------- | ---------- | ---------- | ---------- | ------------------------- | ------- | --------- | --------- | ---------- |
| 1950 | 15.946      | 3.747.308   | 0,4         | ?          | ?          | ?          | ?                         | ?       | ?         | ?         | ?          |